# Agnes Tjongarero

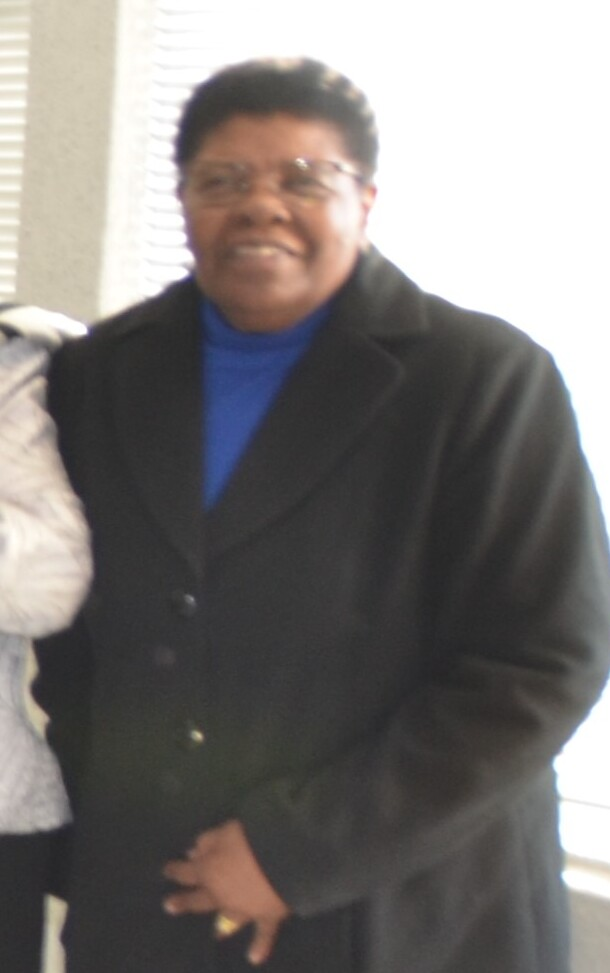
Tjongarero (2023)

Agnes Basilia Tjongarero (* 17. Mai 1946 in Walvis Bay, Südwestafrika) ist eine namibische Politikerin der SWAPO.
Sie war seit dem 23. März 2020 bis zum 22. März 2025 Ministerin für Jugend, Nationaldienste und Sport. Zuvor war sie in gleichem Ministerium als Vizeministerin tätig.
Tjongarero ist ausgebildete und studierte  Krankenschwester. In ihrer Jugend war sie professionelle Netballspielerin. Sie leitete den Dachverband All Namibian Netball Association von 1993 bis 1997.